# Placode

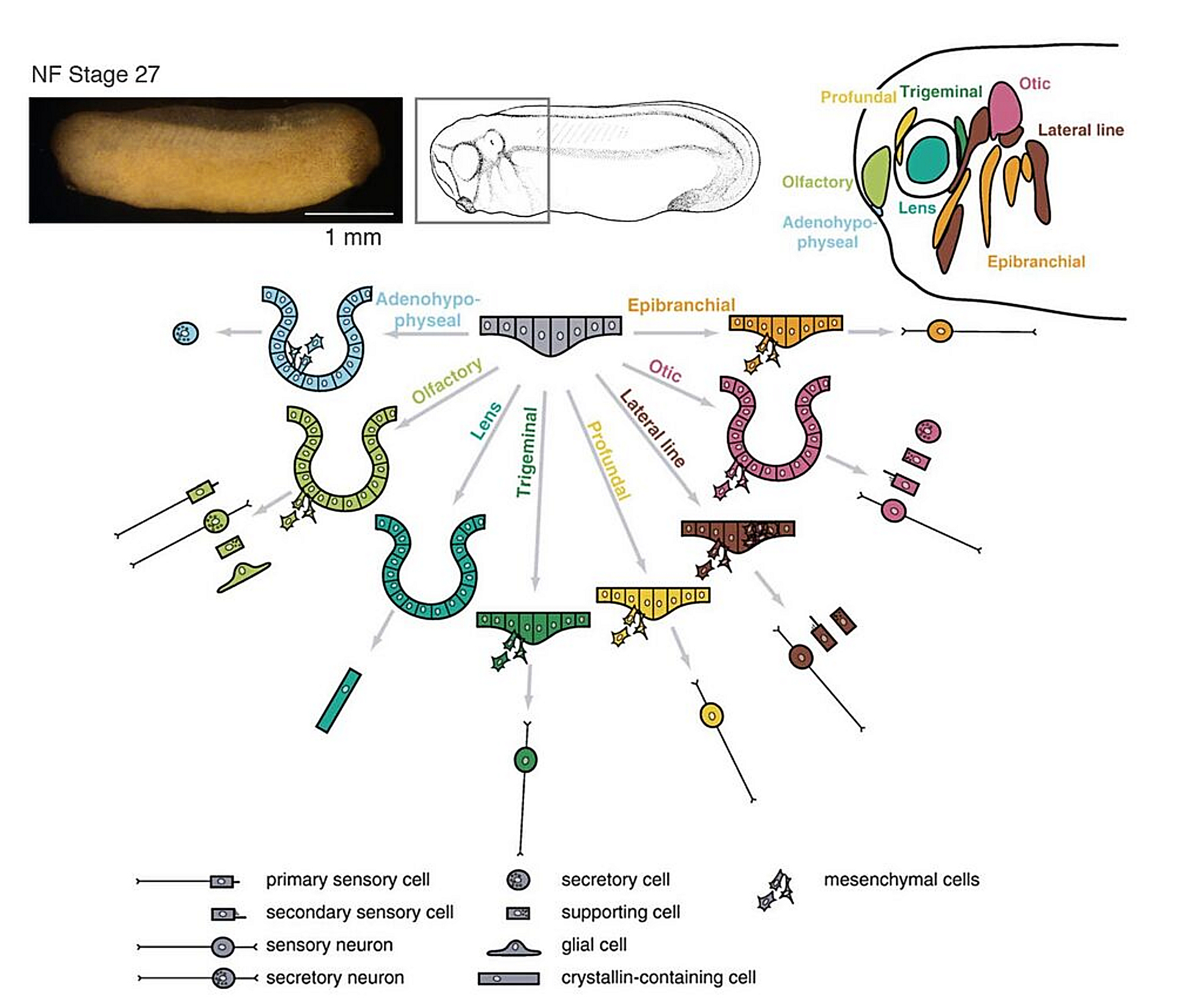
Celtypen die ontstaan uit craniale placodes in het staartknopstadium, Xenopus NF-stadium 27, NF=Nieuwkoop and Faber.

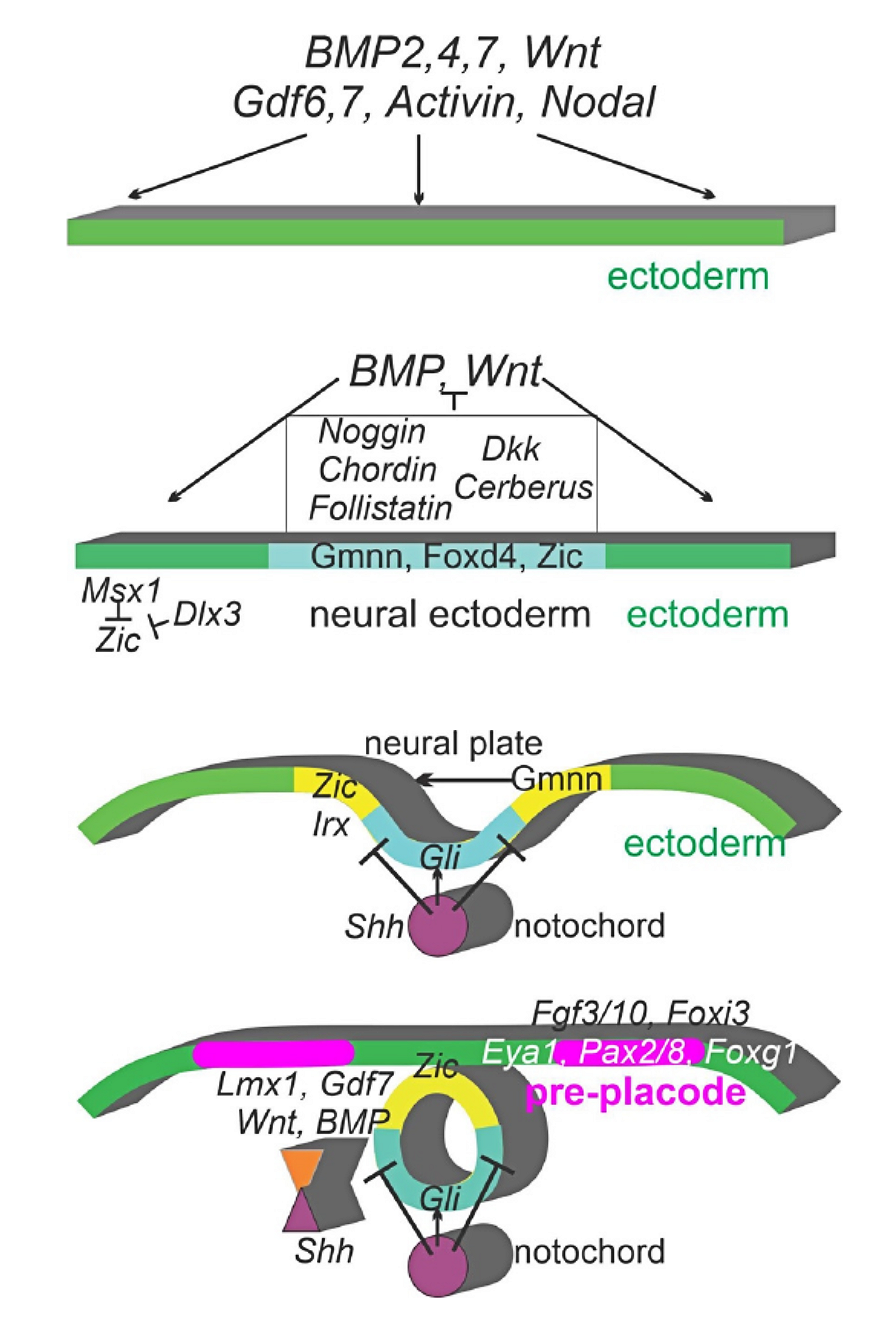
Vergelijking van de kritische stappen die zijn geïdentificeerd in verschillende stappen van neurale inductie van pre-placode

Een placode is het verdikte deel van het externe of oppervlakte ectoderm tijdens de embryonale ontwikkeling van gewervelden. De verdikking ontstaat doordat de plaveiselcellen op die plaats kolomvormig worden. Al vroeg in de ontwikkeling van het embryo is duidelijk waar in het ectoderm de precursorcellen liggen voor onder andere de placoden. Ze ontstaan doordat cellen van het mesoderm op de apicale ectodermale rand van de neurale plaat signalen aan het ectoderm afgeven.
Uit onderzoek blijkt dat mogelijk alle craniale placoden ontwikkelingsgerelateerde structuren kunnen zijn, die afkomstig zijn van een gemeenschappelijk panplacodaal primordium in de neurale plaatstadia en vergelijkbare regulerende mechanismen gebruiken om ontwikkelingsprocessen bij de verschillende placoden zoals neurogenese en morfogenetische bewegingen te controleren.

## Mogelijke celsignalering bij alle craniale placoden
Tijdens de vroege embryogenese genereren pluripotente cellen in de epiblast de ectoderm kiemlaag, die zich splitst in het niet-neurale (ook wel oppervlakte) ectoderm en neuro-ectoderm. Verschillende signaalroutes, waaronder fibroblastgroeifactoren (FGF's), WNT, transforming growth factor β (TGF-β), botmorfogenetische eiwitten (BMP's), sonic hedgehog (SHH) en retinoïnezuur (RA), zijn betrokken bij deze vroege specificatie van placodecellen. TGF-, FGF- en WNT-signalering lijken de meest essentiële morfogenetische signalen te zijn. Tijdens de vorming van placoden activeren WNT's die worden afgescheiden door het craniale mesenchym en de neurale buis de Notch-signalering in het oppervlakte-ectoderm. Een negatieve terugkoppelingslus reguleert op zijn beurt de FGF-signalering om voorlopers binnen de placode verder te specificeren.

## Placoden bij de mens
De craniale placoden die neurogeen potentieel hebben (d.w.z. zenuwcellen doen ontstaan) kunnen worden onderverdeeld in twee groepen, de dorsolaterale placoden en de epibranchiale placoden.
- dorsolaterale placoden omvatten:
  - De trigeminusplacode,[4] geeft aanleiding tot de vorming van de nervus trigeminus, die informatie van het gezicht doorgeeft.
    - De oftalmische placode geeft aanleiding tot de vorming van de nervus ophthalmicus.
    - De maxillomandibulaire placode geeft aanleiding tot de vorming van de nervus mandibularis.

  - De oorplacode vormt de oorput en het gehoorblaasje, waaruit gehoor- en evenwichtsorganen ontstaan.
- De epibranchiaire of epifaryngeaire placoden genereren het distale deel van de ganglia van de hersenzenuwen VII, IX en X:[4][5]
  - De aangezichts placode of facial epibranchial placode, geassocieerd met de eerste faryngeale groef, genereert de aangezichtszenuw en distale delen van hersenzenuw VII[5]
  - De petrosale placode of glossopharyngeal epibranchial placode, geassocieerd met de tweede faryngeale groef, genereert het ganglion inferius van de nervus glossopharyngeus en distale delen van de hersenzenuw IX
  - De nodose placode of vagal epibranchial placode, geassocieerd met de derde branchiale spleet, genereert de ganglion nodosum en distale delen van hersenzenuw X[5]
- De neusplacode, nasale placode (of olfactorische placode)[6] geeft aanleiding tot het reukepitheel van de neus.
- De craniale placoden die geen aanleiding geven tot zenuwcellen zijn:
  - De lensplacode onder leiding van het lensblaasje geeft aanleiding tot de ooglens.
  - De adenohypofysaire placode vormt de voorkwab van de hypofyse.

## Placoden bij dieren
- De profundale placode bij vissen en amfibieën (anamniota), die aanleiding geeft tot de vorming van de nervus opticus, de hersenzenuw II. Bij klauwkikkers blijft deze gedeeltelijk ongefuseerd.
- De zijlijnplacoden bij vissen en larvale amfibieën, die aanleiding geven tot de zijlijn.
- De kieuwboogplacode, een neurogene placode die wordt aangetroffen bij sommige amfibieën met onbekende functie.[3]
- De nasohypofyseaire placode, prikachtigen en slijmprikken hebben een unieke placode die zich vormt in de voorste-ventrale middenlijn van de kop.

|  |  |  |